# Wiesenaue
Wiesenaue è un comune di 795 abitanti del Brandeburgo, in Germania.

Appartiene al circondario della Havelland ed è amministrato dall'Amt Friesack.

## Storia
Il comune di Wiesenaue fu creato il 26 ottobre 2003 dall'unione dei comuni di Brädikow, Vietznitz e Warsow.
Inizialmente il comune prese il nome di Jahnberge (dal nome di una frazione di Warsow), assumendo il nome attuale il 7 giugno 2004.

## Geografia antropica

### Suddivisioni amministrative
Il comune di Wiesenaue consta di 4 centri abitati (Ortsteil):
- Brädikow
- Jahnberge
- Vietznitz
- Warsow